# Maxime Chanot
Maxime Chanot (ur. 21 listopada 1990 w Nancy) – luksemburski piłkarz pochodzenia francuskiego grający na pozycji obrońcy. Od 2016 jest zawodnikiem klubu New York City FC.

## Kariera klubowa
Swoją karierę piłkarską Chanot rozpoczął w klubie Stade de Reims. W sezonie 2006/2007 grał w jego rezerwach. Latem 2007 został piłkarzem angielskiego Sheffield United, w którym nie zdołał zaliczyć debiutu w Football League Championship. W sezonie 2008/2009 był wypożyczany, najpierw do szkockiego Hamilton Academical, a następnie do angielskiego Mansfield Town z Conference National. W sezonie 2009/2010 był zawodnikiem rezerw zespołu Le Mans FC.
Latem 2010 roku Chanot został piłkarzem FC Gueugnon. Swój debiut w nim zaliczył 4 września 2010 w przegranym 1:2 domowym meczu z Amiens SC. W Gueugnon grał przez rok.
W 2011 roku Chanot wyjechał do Belgii. Został wówczas piłkarzem drugoligowego Royal White Star Bruxelles. Zadebiutował w nim 25 września 2011 w wygranym 3:1 wyjazdowym meczu z Seraing United. W RWS grał do końca 2012 roku.
Na początku 2013 roku Chanot przeszedł do Beerschotu. Swój debiut w nim zanotował 9 lutego 2013 w przegranym 0:2 domowym meczu z KRC Genk. Na koniec sezonu spadł z Beerschotem do drugiej ligi.
Latem 2013 Chanot podpisał kontrakt z KV Kortrijk. Swój debiut w nim zaliczył 27 lipca 2013 w wygranym 1:0 domowym meczu z OH Leuven. 3 lata później wyjechał do Stanów i zaczął grać w New York City FC.
| Sezon   | Klub                | Kraj              | Rozgrywki            | Mecze | Gole |
| ------- | ------------------- | ----------------- | -------------------- | ----- | ---- |
| 2006/07 | Stade Reims B       | Francja           | CFA 2                | 2     | 0    |
| 2007/08 | Sheffield United    | Anglia            | Championship         | 0     | 0    |
| 2008/09 | Hamilton Academical | Szkocja           | Premier League       | 4     | 0    |
| 2008/09 | Mansfield Town      | Anglia            | Conference National  | 5     | 0    |
| 2009/10 | Le Mans UC 72 B     | Francja           | CFA                  | 14    | 0    |
| 2010/11 | FC Gueugnon         | Francja           | Championnat National | 16    | 0    |
| 2011/12 | White Star Woluwé   | Belgia            | Tweede klasse        | 27    | 1    |
| 2012/13 | White Star Woluwé   | Belgia            | Tweede klasse        | 17    | 0    |
| 2012/13 | Beerschot           | Belgia            | Eerste klasse        | 9     | 0    |
| 2013/14 | KV Kortrijk         | Belgia            | Eerste klasse        | 16    | 1    |
| 2014/15 | KV Kortrijk         | Belgia            | Eerste klasse        | 31    | 1    |
| 2015/16 | KV Kortrijk         | Belgia            | Eerste klasse        | 35    | 3    |
| 2016/17 | New York City FC    | Stany Zjednoczone | MLS                  | 8     | 0    |

## Kariera reprezentacyjna
W reprezentacji Luksemburga Chanot zadebiutował 7 czerwca 2013 w zremisowanym 1:1 meczu eliminacji do MŚ 2014 z Azerbejdżanem, rozegranym w Baku.